# Nhà thờ Thánh Mihangel
Nhà thờ Thánh Mihangel là một nhà thờ Anh giáo nằm ở làng Llanfihangel yn Nhowyn. Từng là nhà thờ cũ của làng, giờ đây được sử dụng bởi Căn cứ Valley của Không quân Hoàng gia Anh ở Anglesey, Bắc Wales. Không rõ nhà thờ được thành lập từ lúc nào, nhưng vào năm 1862 nhà thờ được xây lại. Nhà thờ Thánh Mihangel trở thành nhà thờ cho căn cứ không quân gần đó của Không quân Hoàng gia Anh vào năm 1998, sau khi Giáo hội tại Wales đã ngừng sử dụng. Một nhà thờ khác ở Anglesey là Nhà thờ Thánh Enghenedl, Llanynghenedl đã bị tháo dỡ và sau đó lắp ráp lại để hợp vào Nhà thờ Thánh Mihangel ở mặt Tây của nhà thờ.
Nhà thờ được công nhận là di tích tích cấp II, danh hiệu dành cho các di tích được chỉ định là "những tòa nhà cần được quan tâm đặc biệt, điều này đảm bảo rằng người ta sẽ làm mọi việc để bảo quản nó", vì lý do cụ thể là nó là "một ví dụ điển hình cho nhà thờ thế kỷ 19". Nhà thờ có vài cửa sổ kính có hình hoạ ca ngợi đơn vị Không quân Hoàng gia đóng quân tại căn cứ Valley, trong đó có cả Đơn vị Giải cứu và Cứu hộ của Không quân Hoàng gia Anh.

## Lịch sử và vị trí
Nhà thờ Thánh Mihangel có cổng và tường bao bên ngoài sân nhà thờ và nằm trên một con đường của làng Llanfihangel yn Nhowyn, Anglesey, Bắc Wales. Nhà thờ được dành để tưởng nhớ Thánh Michael (tiếng Wales: Mihangel). Ngôi làng, cách thị trấn biển Holyhead khoảng 5 dặm (8,0 km) về phía Tây Bắc của đảo, Khu vực xung quanh lấy tên từ nhà thờ: từ tiếng Wales "llan" có nghĩa gốc là "đến gần hơn" và nghĩa chuyển là "nhà thờ", còn "‑fihangel" là dạng đổi thì của tên vị thánh.
Không rõ thời điểm nhà thờ được xây dựng; nhưng vào năm 1833, học giả Angharad Llwyd miêu tả nhà thờ là "một cấu trúc cổ kính", "hiển nhiên là thứ thú vị nhất trong bán kính vài dặm." Nhà thờ Thánh Mihangel được xây lại vào năm 1862 bởi Henry Kennedy, kiến trúc sư của Giáo khu Bangor; một vài tòa nhà cổ, đặc biệt là những tòa nhà ở mặt phía Đông, vẫn được giữ lại trong nhà thờ mới. Nhà thờ Thánh Enghenedl, Llanynghenedl (một nhà thờ không còn được sử dụng ở Anglesey) đã bị tháo dỡ và "lắp ráp lỗi" ở mặt Tây của Nhà thờ Thánh Mihangel vào năm 1988, để giúp nhà thờ cũ có đủ chỗ phục vụ cho Căn cứ Valley của Không lực Hoàng gia Anh, một căn cứ quân sự gần đó. Trong quá trình hợp thành hai nhà thờ, hướng của nhà thờ Thánh Enghenedl vẫn được giữ nguyên; và hợp vào mặt Tây của tòa nhà mà Kennedy mới xây, nên hiện nay, mặt đông của Nhà thờ Thánh Enghenedl hướng về phía Tây. Những công việc này được thi công bởi đơn vị D và E của Sở Đất Đai.

## Kiến trúc và trang trí
Năm 1847, trước đợt tu bổ của Kennedy, linh mục và học giả Harry Longueville Jones miêu tả nhà thờ là nhỏ nhắn, (dài khoảng 46 foot (14 m), rộng 21 foot 6 inch (6,55 m) và cao 9 foot (2,7 m)) và theo trường phái kiến trúc Góc cạnh. Ông nói cửa sổ mặt Đông có thiết kế "góc cạnh", có một thứ hình khiên ở phía trên và giữa hai phần chính của cửa sổ, có lẽ thiết kế theo kiểu phù hiệu áo giáp.
Nhà thờ hiện tại có bốn cạnh, vật liệu làm từ đá xếp thỉnh thoảng có vài có chèn vài viên đá khối; mái được lợp đá đen và đá. Phần nhà thờ xây từ thế kỷ 19 rộng và cao hơn phần được mở rộng vào năm 1988. Tháp chuông nằm ở phần giữa mái, trên khớp nối giữa hai phần chính của mái. Việc sáp nhập hai nhà thờ bao gồm cả sáp nhập hai phòng thánh ở mặt Tây của nhà thờ và phía Bắc của phần mở rộng. Gian giữa có ba chiếc rầm và đứng từ đây có thể nhìn thấy thớ gỗ đỡ mái. Phần đất của tu viện được đánh dấu bằng hàng rào và bặc thềm, ngoài ra, có một vài bia mộ từ thế kỷ 17 trên sàn trước cửa tu viện. Phần mở rộng có hai chiếc rầm, hai phần nhà thờ ban đầu và phần mở rộng được chia cắt bởi cửa tò vò có ba lớp vòm. Hai phần của nhà thờ có lối ra vào riêng.

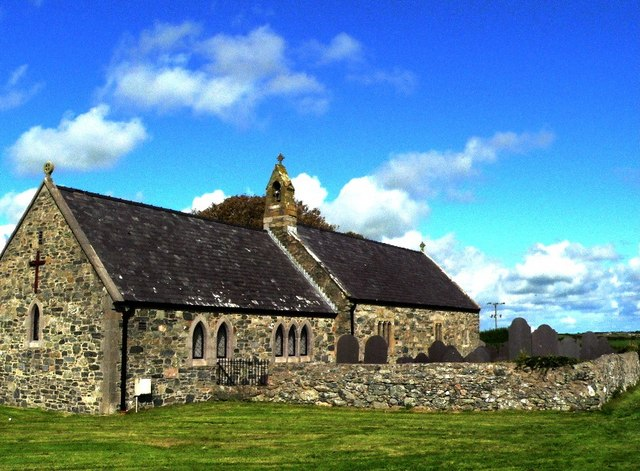
Nhà thờ Thánh Mihangel, sau đợt mở rộng năm 1988, Nhà thờ Thánh Enghenedl, Llanynghenedl, được ghép vào ở mặt Tây (phía bên trái trong ảnh)

Phần cửa sổ làm từ thế kỷ 19 có đỉnh được trang trí bằng cây chĩa ba (một hoạ tiết làm bằng đá có ba vòng tròn phía trên) và có khung cửa vuông. Bức tường phía Bắc có ba cửa sổ, một cửa sổ đơn (chỉ có một bên) và hai chiếc đôi; có hai chiếc cửa sổ ở bức tường phía Nam (một chiếc có ba phần, chiếc còn lại chỉ có hai) cũng như một chiếc đã bị lấp ở tận cùng phía bên trái bức tường. Cửa sổ phía Đông của nhà thờ có khung tò vò với phần phía dưới có một cây chĩa ba và hai phần nhỏ hơn ở phía trên. Những cửa sổ sau đợt mở rộng đều có khung tò vò.
Đa số các cửa sổ làm từ kính trong pha chì, tuy nhiên một vài chiếc làm từ kính chì. Năm 2010, một chiếc kính màu hai lớp mô tả công việc của Đơn vị Tìm kiếm và Giải cứu của Không lực Hoàng gia Anh đóng quân tại căn cứ Valley được dàn tặng bởi Chỉ huy Không lực Hoàng gia Anh chi nhánh Chaplains, Ray Pentland. Những chiếc cửa sổ đó, cũng dành để tri ân tới Học viện thuyền cứu hộ Hoàng gia và Đơn vị giải cứu trên núi của Không lực Hoàng gia Anh,được tạo nên bởi Karen Newby – vợ của một cựu chỉ huy căn cứ Valley s – và Lindsey Abbott. Karen Newby cũng thiết kế một chiếc cửa sổ vào năm 2001 để tri ân tới Phi đội 208 tại căn cứ Valley. Một tấm kính màu khác đã được làm vào năm 2012 để kỷ niệm 100 trăm năm ngày ra đời của Phi đội 4.
Cuộc khảo sát năm 1937 của Ủy ban Hoàng gia về đồ cổ và di tích lịch sử ở Wales và Monmouthshire ghi lại rằng một bình đựng nước thánh được làm từ đá, chưa rõ niên đại, đài kỷ niệm Sion Evan và con trai Evan Jones, mất năm 1790 và 1822. Một cuộc khảo sát móng nhà thờ được thực hiện bởi giáo khu Bangor vào năm 1906 ghi lại việc nhà thờ sở hữu một bình rượu và đĩa làm từ kim loại Anh (một loại hợp kim giữa chì và thiếc), và một bình đựng nước được mạ bạc sử dụng trong lễ ban thánh thể. Tuy nhiên chiếc bình bạc sử dụng trong lễ ban thánh thể đã bị trộm.

## Đánh giá
Nhà thờ Thánh Mihangel được công nhận là di tích cấp quốc gia và được bảo vệ theo quy định của luật pháp vì nó đã được công nhận là di tích cấp II  – cấp thấp nhất trong ba cấp di tích, chỉ định "những tòa nhà cần được quan tâm đặc biệt, điều này đảm bảo rằng người ta sẽ làm mọi việc để bảo quản nó". Danh hiệu này được trao tặng vào ngày 5 tháng 4 năm 1971, và được miêu tả là "ví dụ điển hình cho những nhà thờ giữa thế kỷ 19, nhà thờ được xây lại như là một phần trong kế hoạch xây lại và tu bổ những nhà thờ ở Anglesey". Cadw (Ủy ban chịu trách nhiệm bảo quản và phong cấp di tích lịch sử của Chính phủ xứ Wales) cũng nói rằng "sự đơn giản trong thiết kế của nhà thờ, bổ sung cho mẫu nhà thờ Trung cổ phổ biến trên đảo."